# Анна Удіне Стрем

Анна Удіне Стрем (норв. Anna Odine Strøm) — норвезька стрибунка з трампліна, призерка чемпіонатів світу.
З чемпіоната світу 2019 року, що проходив в австрійському Зефельді-ін-Тіроль, Стрем привезла дві бронзові медалі, здобувши обидві в командних змаганнях — у складі жіночої команди та у складі змішаної команди.   
Третю бронзову медаль чемпіонату світу Стрем виборола в командних змаганнях на нормальному трампліні на світовій першості 2021 року, що проходила в німецькому Оберстдорфі.